# Barthélemy Camelin
Barthélemy Camelin (* um 1560 in Fréjus; † 15. Juni 1637 ebenda) war ein französischer römisch-katholischer Geistlicher und Bischof.

## Leben und Karriere

### Herkunft und Aufstieg
Camelin entstammte einer Kaufmannsfamilie italienischer Herkunft, die im Laufe des späten 16. Jahrhunderts in Fréjus alle wichtigen Ämter eroberte. Er erhielt schon früh die Tonsur, absolvierte ein Lizentiat in Kanonischem Recht und wurde 1577 Domkapitular. Von da an erkämpfte er sich schrittweise und unter Einsatz aller Mittel (auch finanzieller) das Bischofsamt, wobei er davon profitierte, dass man sich in einer Zeit der Bürgerkriege befand und er sich auf die Seite des späteren Siegers schlug, Heinrich IV., während der 1591 ernannte Gérard Bellenger zur Liga hielt und sein Bistum nie betrat.

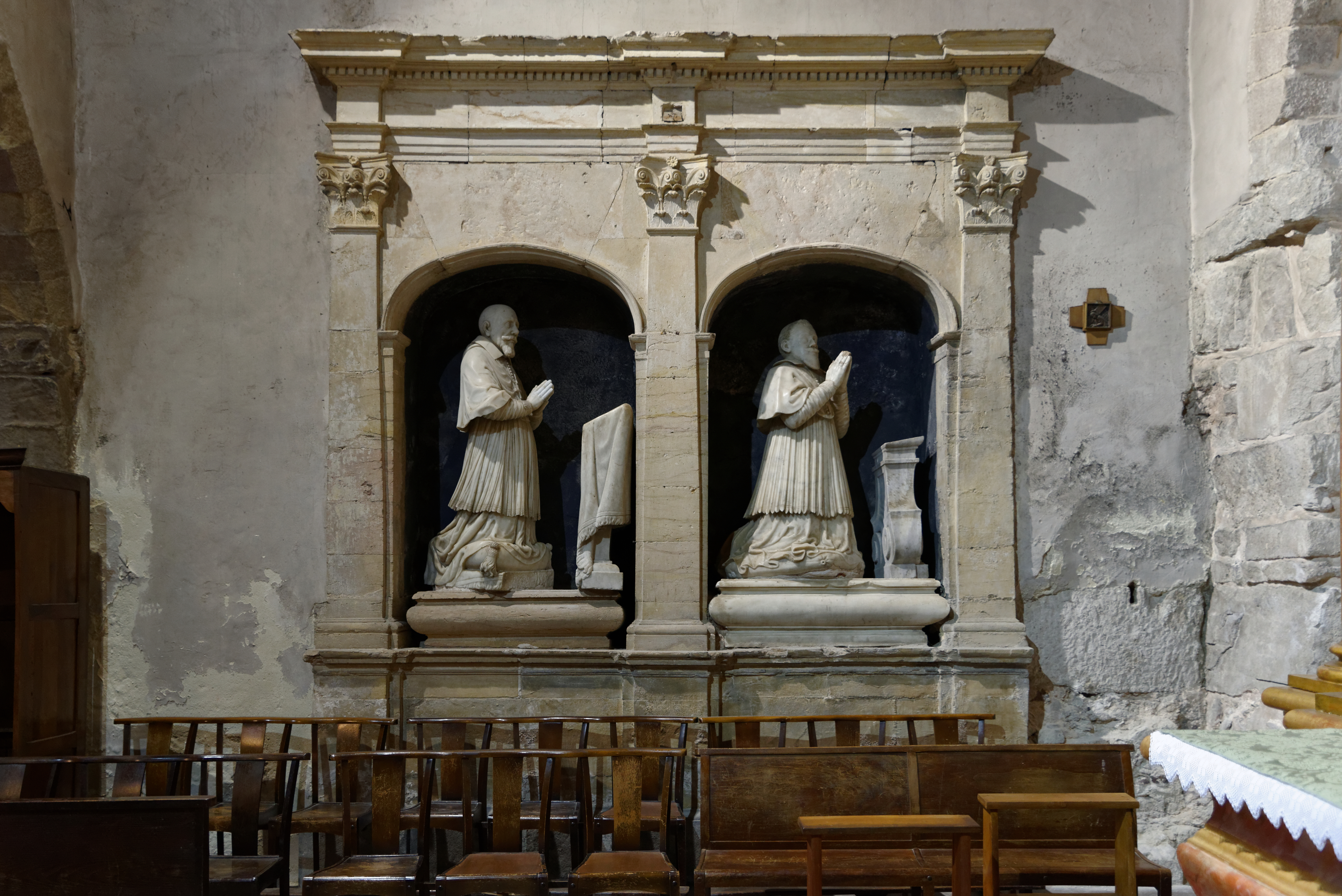
Grab-Statuen von Barthélemy und Pierre Camelin in der Kathedrale von Fréjus

### Bischof von Fréjus
Nach dem Tod Bellengers 1599 und der Anerkennung durch Rom ließ er sich erst zum Priester weihen, zog am 1. Januar 1600 feierlich in die Kathedrale von Fréjus ein und wurde dort von den Bischöfen von Grasse, Glandèves und Toulon am 30. Januar zum Bischof geweiht. Die Quellen bescheinigen Camelin eine tadellose Amtsführung, die nahe an 40 Jahre dauerte. Besonders hervorgehoben werden seine Bemühungen zur Ansiedlung zahlreicher Orden im Bistum. Er starb 1637. Ihm folgte sein Neffe Pierre Camelin nach, den er bereits 1621 zu seinem Koadjutor gemacht hatte. Sein bischöflicher Wahlspruch lautete: Deo favente (mit Gottes Segen). Schon zu Lebzeiten ließ er sich zur Aufstellung in der Kathedrale seine (kniende) Statue meißeln, die heute noch besichtigt werden kann.